# Oklahoma
O Oklahoma ou Oclaoma (/ˌoʊkləˈhoʊmə/, em inglês:  Oklahoma) é um dos 50 estados dos Estados Unidos. Limita-se ao norte com o Colorado e o Kansas, a leste com o Missuri e o Arkansas, ao sul com o Texas, e a oeste com o Texas e o Novo México. Com um pouco mais de 181 mil quilômetros quadrados, é o 20º maior estado americano em área do país.
O produto interno bruto do Oklahoma foi de 86 bilhões de dólares, em 1999, e sua renda per capita foi de 23 517 dólares. As principais fontes de renda do Oklahoma são a mineração, a agropecuária e a manufatura. O Estado é o terceiro maior produtor de gás natural dos Estados Unidos, e o quarto maior produtor de trigo e carne e leite bovino do país.
O Oklahoma foi o 46º Estado dos Estados Unidos a entrar na União, em 16 de novembro de 1907. Possui a segunda maior população nativo americana dos Estados Unidos, atrás apenas da Califórnia.

## Etimologia
A palavra okla humma vem da língua choctaw e significa "gente vermelha".

## Demografia
O censo nacional de 2000 estimou a população de Oklahoma em 3 450 654 habitantes, um crescimento de 9,7% em relação à população do Estado em 1990, de 3 145 585 habitantes. Uma estimativa realizada em 2005 estima a população do Estado em 3 547 884 habitantes, um crescimento de 12,8% em relação à população do Estado em 1990, de 2,8% em relação à população do Estado em 2000, e de 0,7% em relação à população do Estado em 2004.
O crescimento populacional natural de Oklahoma entre 2000 e 2005 foi de 80 800 habitantes - 264 324 nascimentos menos 183 571 óbitos - o crescimento populacional causado pela imigração foi de 36 546 habitantes, enquanto que a migração interestadual resultou na perda de 15 418 habitantes. Entre 2000 e 2005, a população de Oklahoma cresceu em 97 232 habitantes, e entre 2004 e 2005, em 24 338 habitantes.

### Raças e etnias
Composição racial da população de Oklahoma de acordo com o U.S. Census Bureau 2010:
- 68,7% brancos não hispânicos;
- 7,4% povos ameríndios;
- 7,4% afro-americanos;
- 8,9% hispânicos de qualquer raça;
- 1,7% asiáticos;
- 5,9% multirracial | duas ou mais raças.

Os cinco maiores grupos étnicos de Oklahoma são alemães (que formam 14,5% da população do Estado), "americanos" (10,8%; a maioria possui ascendência européia), irlandeses (11,8%), ingleses (9,6%) e nativos americanos (7,9%).

### Religião
Porcentagem da população de Oklahoma por afiliação religiosa:
- Cristianismo – 85%
  - Protestantes – 77%
    - Igreja Metodista – 32%
    - Igreja Batista – 12%
    - Igreja Luterana – 4%
    - Igreja Pentecostal – 4%
    - Igreja Presbiteriana – 3%
    - Outras afiliações Protestantes – 26%

  - Igreja Católica Romana – 7%
  - Outras afiliações cristãs – 1%
- Outras religiões – 1%
- Não religiosos – 14%

### Principais cidades
- Oklahoma City
- Tulsa
- Broken Arrow
- Norman
- Lawton
- Edmond
- Midwest City
- Enid
- Moore
- Stillwater
- Muskogee

## Cultura

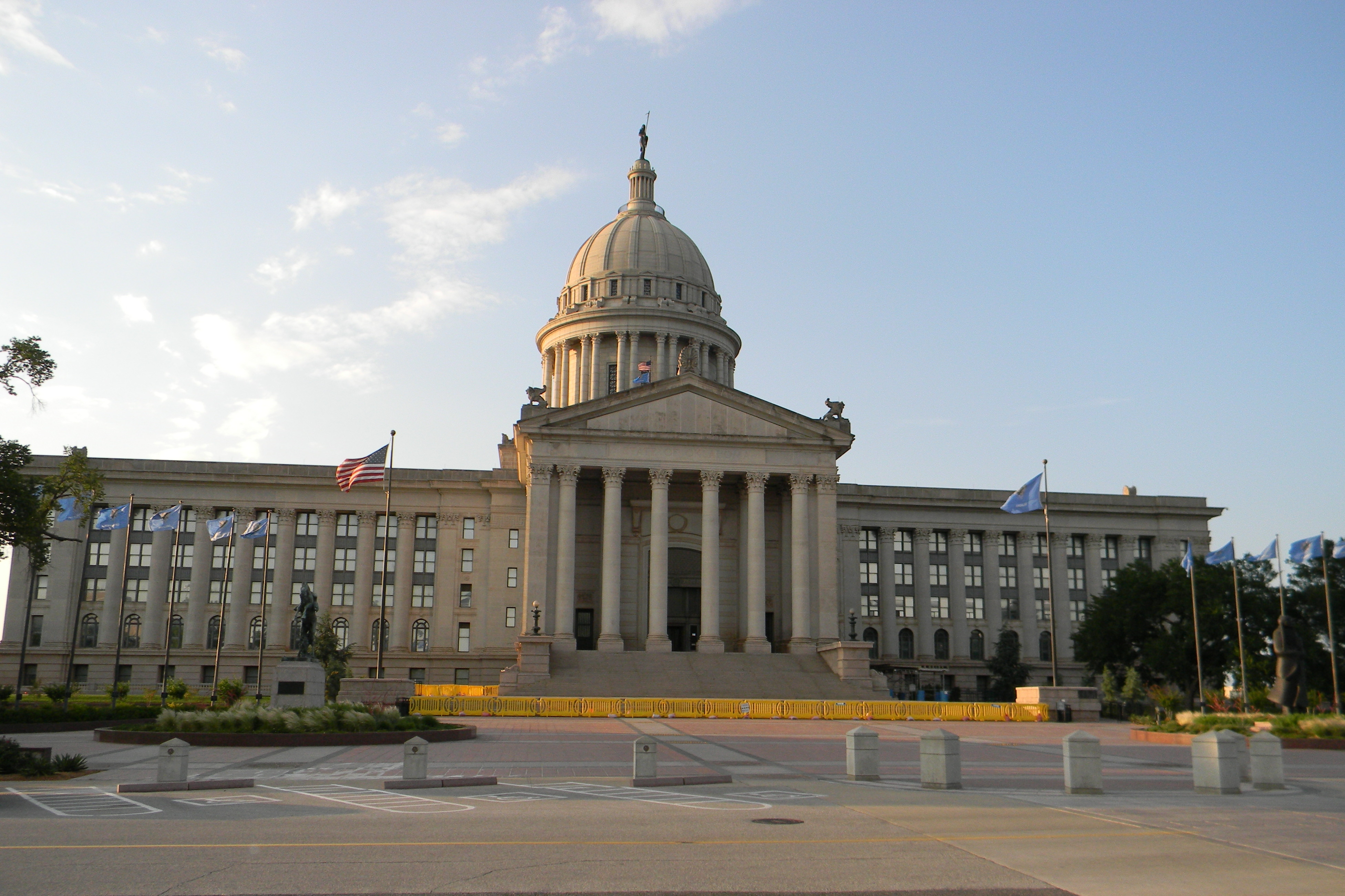
Capitólio Estadual de Oklahoma em Oklahoma City.

### Símbolos do estado
- Alimentos: Abóbora, biscoitos e gravy (molho de carne), bolo de milho, feijão, frango frito, grits, milho, morango, quiabo frito, porco assado, salsicha, e torta pecan.
- Anfíbio: Rana catesbeiana
- Árvore: Cercis canadensis
- Bebida: Leite
- Borboleta: Papilio polyxenes
- Cognomes:
  - Sooner State
  - Land of the Red Man (não oficial)
- Cores: Verde e branco
- Dança: Quadrilha
- Flor: Rosa
- Fruta: Morango
- Fóssil: Saurophaganax maximus
- Grama: Sorghastrum nutans
- Inseto: Abelha
- Lema: Labor vincit omnia (do latim: O Trabalho conquista todas as coisas)
- Mamíferos: bisão e guaxinim
- Músicas:
  - Oklahoma!
  - Faded Love (Amor Desvanecido)
  - Oklahoma, My Native Land (Oklahoma, Minha Terra Nativa).

Estado da banda Hanson, formada pelos três irmãos: Isaac,  Taylor e Zac.
- Pássaro: Tyrannus forficatus
- Pedra: Rose rock
- Peixe: Morone chrysops
- Réptil: Crotaphytus collaris
- Slogan: Native America (América Nativa)
- Football Team: Oklahoma Sooners

## Esportes

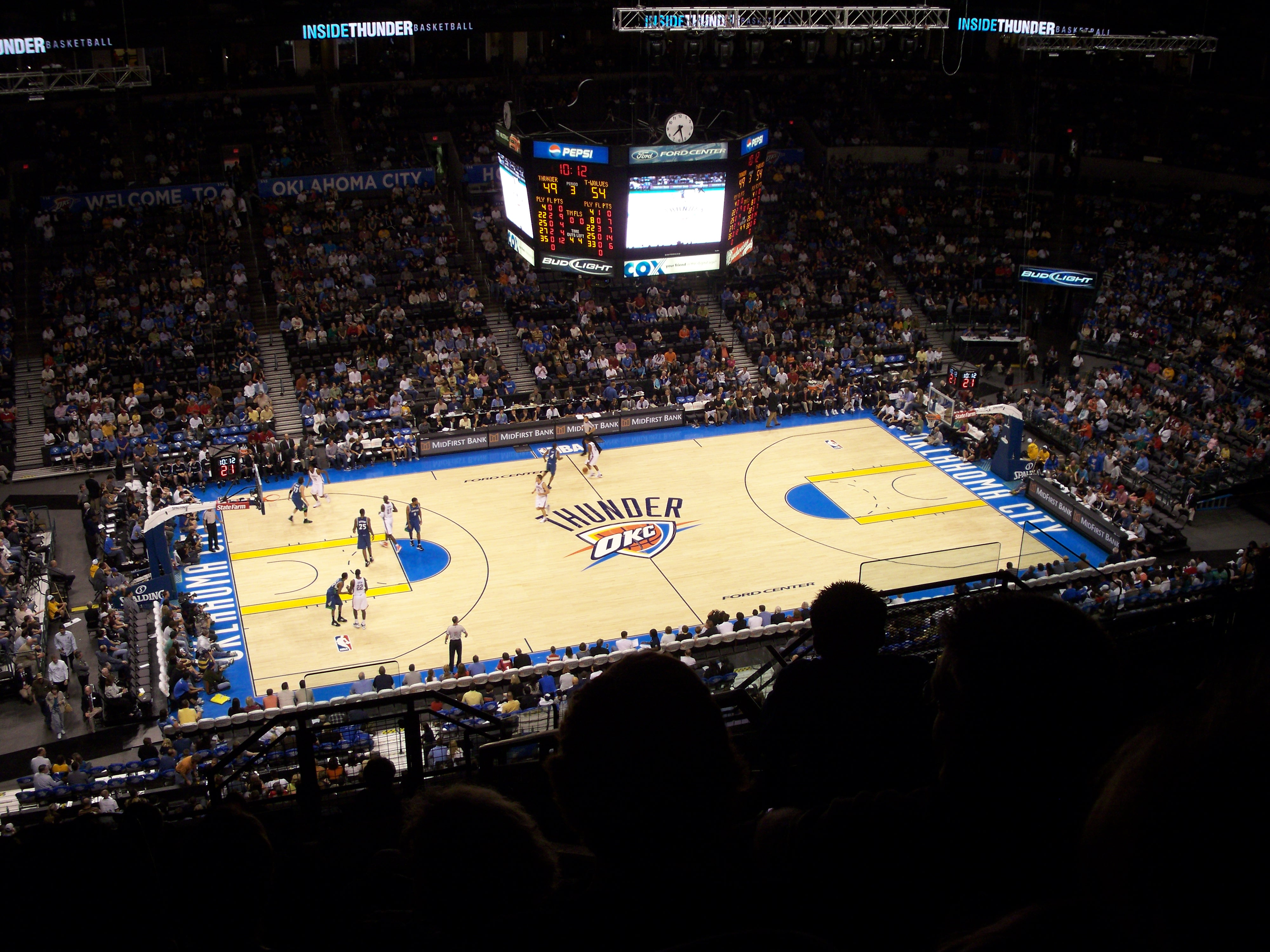
Chesapeake Energy Arena, casa do Oklahoma City Thunder.

O estado possui apenas uma equipe em uma das quatro grandes ligas dos Estados Unidos, o Oklahoma City Thunder da NBA que joga no estado desde 2008 no Chesapeake Energy Arena (antes o time jogava em Seattle como Seattle SuperSonics). Em 2005, após o furacão Katrina o New Orleans Hornets jogou temporariamente alguns jogos no estado. No beisebol o estado tem dois times em ligas menores, o Oklahoma City Dodgers e o Tulsa Drillers. No futebol o FC Tulsa e o Oklahoma City Energy jogam a USL.